# Laisse tomber les filles
Laisse tomber les filles è un singolo di France Gall del 1964.

## Il singolo
La titletrack è stata composta da Serge Gainsbourg. La cantante April March ne ha registrato due cover nel 1995: una con il testo originale francese, ed un'altra, intitolata Chick Habit, con il testo in lingua inglese scritto dalla stessa March. Chick Habit è utilizzata nella colonna sonora del film Gonne al bivio di Jamie Babbit. Inoltre, entrambe le versioni del brano, prima in inglese e poi in francese, possono essere sentite durante le scene finali del film A prova di morte di Quentin Tarantino. In Italia la versione del brano cantata da April March è stata utilizzata anche come accompagnamento della campagna pubblicitaria televisiva della Be-Total. 
È proposta anche nel film La verità su Emanuel di Francesca Gregorini.

## Cover
- 1982 - The Honeymoon Killers (Laisse tomber les filles)
- 1995 - April March (Chick Habit)
- 1996 - Alice Dona (Laisse tomber les filles)
- 1996 - Michael von der Heide (Laisse tomber les filles)
- 1997 - God Is My Co-Pilot (Laisse tomber les filles)
- 2001 - Gildor Roy (Laisse tomber les filles)
- 2004 - Fabienne Delsol (Laisse tomber les filles)
- 2006 - Mareva Galanter (Laisse tomber les filles)
- 2006 - Elke Brauweiler (Laisse tomber les filles)
- 2006 - Dezil' (Laisse tomber les filles (qui se maquillent))
- 2023 - Gigi D'Agostino & Luca Noise (Laisse tomber les filles - Gigi Dag & Luc On Mix)